# 丸目長惠
丸目長惠（1540年（天文9年）—1629年（寬永6年）），相良氏的家臣。亦稱丸目藏人佐。
在人吉城出生開始，從小開始就很擅長劍術。在16歳初陣時顯示了武功。
19歳的時候、長惠去了京都，成為天下第一的大劍豪（劍聖）之稱的上泉信綱門生並致力於修行。在1562年在将軍足利義輝面前和師傅信綱一起演武。其後取得信綱的筆頭認可，即被受予新陰流的印可狀。
在回國後被招為相良氏劍術師範，於1569年，島津氏進攻相良氏領地，島津義久遣其弟島津家久攻打大口城，丸目長惠在擔任守將時被誘出且被擊破，使大口城失陷，怒不可遏的相良義陽遂將丸目長惠處以流放。丸目長惠只好再次上京。這次在愛宕山和清水寺豎起『天下第一』的告示板並開創了（新陰）體捨流（タイ捨流）。其後擁有不少劍術優秀的弟子，可是打算挑戰長惠的人並沒有出現過。在這個時候劍術勝過長惠的人，大約只有他的老師上泉信綱。
這時長惠的老師上泉信綱於1577年左右死去，討厭並疏遠自己的主君義陽亦己戰死。長惠以「自己的劍術天下第一」的號回國並成為義陽之子相良頼房的劍術指南役和普及體捨流。這個時候的教導是打倒穿了甲冑的武者，是注重實戰性的劍術。
長惠晩年稱丸目徹齋。在劍術政務上盡力，在霧原開墾和排水開墾的退休生活。長惠的武術除劍術外，槍術、薙刀、騎術、手裡劍皆精通，並且對和歌和笛的技術亦十分出色。
長惠弟子之中最出名的武士是為人稱西國無雙的立花宗茂了，立花宗茂於文祿之役回國期間，於1596年受領長惠所給的免許皆傳，宗茂當時僅29歲；兩人在劍術之餘，也是有許多相同興趣的好友。